# Sandra Harding
Sandra G. Harding, född 29 mars 1935, död 6 mars 2025, var  en amerikansk filosof inom feministisk och postkolonial teori samt epistemologi och vetenskapsfilosofi. Hon var professor emerita vid UCLA. Harding har varit direktor för UCLA Center for the Study of Women och redaktör för den referentgranskade tidskriften Signs: Journal of Women in Culture and Society.

## Biografi
Sandra Harding föddes år 1935. År 1973 avlade hon doktorsexamen i filosofi vid New York University. Harding har bedrivit forskning inom ståndpunktsfeminism och myntat begreppet "stark objektivitet".
Harding har därtill lämnat bidrag till forskningen inom antirasism och mångkultur.